# 凱奧凱阿 (夏威夷州茂宜縣)
凱奧凱阿是位於美國夏威夷州茂宜縣的一個非建制地區。

## 地理
凱奧凱阿的座標為21°42′31″N 156°21′30″W / 21.70861°N 156.35833°W，而該地最高點為海拔高度870米（即2860英尺）。

## 人口
根據2010年美國人口普查的數據，凱奧凱阿的面積為18.35平方千米，均為陸地。當地共有人口1612人，而人口密度為每平方千米87.85人。